# Radio Birdman
Radio Birdman es un grupo de rock australiano fundado en Sídney en 1974. A pesar de que entonces solo se mantuvieron como grupo durante poco más de tres años, su influencia en el rock australiano junto con grupos como The Saints y anglosajón ha sido muy grande. Según John Dougan, «cambiaron para siempre el curso del rock australiano».
En vida fueron un grupo que se movió en los circuitos del rock underground, por lo que fue ignorado por el gran público. Solo después de su separación y con el estallido del rock en Australia en la década de los 80 fueron reconocidos como precursores del rock australiano moderno y pioneros de punk en aquel país. Se separaron en 1978 con un único álbum (con diferentes ediciones) en su haber: Radios Appear.
Sus influencias fueron los grandes grupos estadounidenses del llamado proto-punk, como The Stooges o MC5.
En los años 90 realizaron algunas giras de reunión, y en 2006 apareció un nuevo álbum de estudio (Zeno Beach) y realizaron una extensa gira internacional.

## Historia

### Los comienzos: 1974-1975
Radio Bridman se formó a finales de 1974, coincidiendo con la expulsión de Deniz Tek (guitarra) de TV Jones, grupo en el que militaba, y la disolución de The Rats, grupo en el que tocaban Rob Younger (voz) y Ron Keeley (batería). Deniz Tek fue expulsado de TV Jones debido a que el grupo buscaba un sonido «más comercial». Al día siguiente de ser expulsado, el grupo The Rats se disolvió debido a la deserción de su guitarrista principal. Ese mismo día, Tek y Younger decidieron formar un nuevo conjunto.
Reclutaron a Phillip 'Pip' Hoyle (piano y teclados) (al que Deniz conocía de la Facultad de Medicina en la que estudiaba y que había tocado en ocasiones con TV Jones) y a otro miembro de los extintos The Rats: Carl Rourke (bajo). El nombre de Radio Birdman surgió de una canción de The Stooges, grupo al que admiraba Tek y de quienes The Rats hicieron unas cuantas versiones en sus escasos conciertos.
Sus primeros directos los dieron en diferentes pubs de Sídney. Su primer concierto fue en el pub Excelsior, siguiendo con una serie de conciertos en pubs de la cadena Miller (una marca de cerveza). Esos primeros shows les generaron no pocos problemas, debido a la contundencia de su directo y a los salvajes bailes que se formaban entre su pequeño grupo de fieles. Durante esta primera época, el grupo decidió expulsar a Carl Rourke, debido, principalmente, a sus limitaciones musicales. Lo substituyó durante algunos conciertos Chris Jones (exguitarrista de TV Jones), pero finalmente se terminó presentando Warwick Gilbert, exguitarrista de The Rats y le concedieron el puesto.
A principios de 1975 consiguieron una residencia (tocaban todos los viernes y sábados) en la Oxford Tavern.  A mediados de año, Pip' comunicó a sus compañeros que abandonaba la banda para centrase en sus estudios de medicina. Fue sustituido por Chris Masuak (guitarra rítmica), un joven que les venía siguiendo casi desde sus comienzos y que les acompañó en algunas fiestas y jams después de los conciertos que ofrecían en la Oxford Tavern.

### Primeras grabaciones
Radio Birdman siguieron tocado en la Oxford Tavern (que acabarían gestionando ellos y rebautizando como Oxford Funhouse, en referencia a Funhouse segundo álbum de The Stooges). su reputación como banda en directo seguía creciendo, pero su área de influencia continuaba siendo exclusivamente local, ya que encontraron muchas dificultades para tocar fuera del Oxford Funhouse debido a sus salvajes directos. Deniz y Rob declararon varias veces que eran «vetados» sistemáticamente en muchos de los pubs de conciertos habituales.
Hubo un acontecimiento que cambió el curso de la banda, quienes, hasta el momento, no tenían intención (ni opción) a grabar algún EP o LP. La revista Rock Australia Magazine organizó un festival de bandas locales llamado Punk Band Thriller. Se presentaron un total de 85 bandas, de las que salió vencedora Radio Birdman, en una ajustada votación final. Esto les abrió las puertas ae las apariciones mediáticas en la prensa (aparecieron en las revistas locales RAM y Trohw, además de en Rolling Stone) y a la posibilidad de grabar un single.

## Miembros

### Primera época (1974-1978)
- Rob Younger - voz
- Deniz Tek - guitarra
- Chris Masuak (1975-1978) - guitarra
- Warwick Gilbert (1975-1978) - bajo
- Phillip 'Pip' Hoyle (1974-1975, 1977-1978) - piano y teclados
- Ron Keeley - batería
- Carl Rourke (1974-1975) - bajo

### Formación actual (2006)
- Rob Younger - voz
- Deniz Tek - guitarra
- Chris Masuak -guitarra
- Jim Dickson - bajo
- Phillip 'Pip' Hoyle - piano y teclados
- Russell Hopkinson - batería

## Discografía

### Álbumes
- Radios Appear (Trafalgar Records, TRL 1001, 10/77). En 1978 apareció Radios Appear. Overseas Version, una edición internacional, con cambios en la lista de temas incluidos (publicado en el Reino Unido por Sire Records, 9103 332, 2/78; en EE. UU., también Sire, SRK 6050, 5/78; salió asimismo en Australia como «Overseas edition», Trafalgar, TRL 1002, 2/78).
- Living Eyes (Trafalgar - WEA, 3/81; recoge canciones grabadas en el Reino Unido en abril de 1978).
- LP Soldiers of rock’n’roll (grabado en vivo; WEA, YEAHUP 1, 1982).
- Under the Ashes (Trafalgar Records, 1988). Box set de cuatro LP y dos maxi singles, incluido el LP The First and Last, de New Race.
- Ritualism (Crying Sun Records, 1996). Álbum en directo.
- The Essential 1974-1978 (Sub Pop, 2001)
- Zeno Beach (Crying Sun Records, 2006).

### Singles y EP
- Burn My Eye (Trafalgar Records, ME 109, 10/76, 1.500 copias). EP de cuatro temas.
- «New Race» / «TV Eye» (Trafalgar TRS 1, 6/77).
- More Fun (Trafalgar, 1978). EP con cuatro temas en vivo.
- «Aloha Steve and Danno» / «Anglo Girl Desire» (Trafalgar/WEA, TRS 12, 5/78).
- «What Gives?» / «Anglo Girl Desire» (Sire 6078 617, 8/78). Single exclusivo para el Reino Unido.
- «Alone in the Endzone» / «Breaks My Heart» (WEA, 4/81, grabado en 1978).
- «100 Fools» / «Alien Skies» (Citadel, 1984).